# Iring Fetscher
Iring Fetscher, né le 4 mars 1922 à Marbach am Neckar et mort le 19 juillet 2014 à Francfort-sur-le-Main, est un politologue allemand. Il a acquis une reconnaissance internationale notamment grâce à ses recherches sur Karl Marx.

## Biographie
Iring Fetscher est né dans la famille du médecin Rainer Fetscher (de), qui était professeur d'hygiène sociale à Dresde. En février 1934, il est renvoyé du service universitaire à l'Institut pédagogique de Dresde (pour la formation des enseignants du primaire) parce qu'il est opposant aux national-socialistes. Ses activités d'enseignement avec le titre de professeur au département général de l'Université technique de Dresde prennent fin en 1936.
Iring Fetscher étudie à l'école primaire de Dresde de 1928 à 1932, puis au lycée Roi-Georges (de) dans le quartier de Johannstadt jusqu'au lycée et en 1940 une école d'interprétation. Puis, à l'âge de 18 ans, peu de temps après son admission au NSDAP, il se porte volontaire à Altenbourg avec un régiment d'artillerie de campagne comme candidat officier dans la Wehrmacht. Selon son propre aveu, il a par la suite du mal à comprendre son enthousiasme initial pour la profession d'officier. Fetscher est utilisé dans les régiments d'artillerie aux Pays-Bas, en Belgique et en Union soviétique. Il vit la fin de la guerre à Copenhague.
Après sa libération de captivité britannique, Fetscher étudie d'abord la médecine humaine; puis philosophie, allemand, études romanes et histoire à la Sorbonne à Paris et à l'université Eberhard Karls de Tübingen. Le 11 septembre 1947, Fetscher se convertit à la foi catholique au monastère de Beuron. En 1948, il devient assistant d'Eduard Spranger, où il obtient son doctorat en 1950 avec une thèse sur la théorie de l'homme de Hegel . Il passe beaucoup de temps à Paris et en France à des fins d'études. En 1959, l'habilitation suit avec l'écriture de la philosophie politique de Rousseau.
Fetscher est d'abord assistant de recherche et chargé de cours dans les universités de Tübingen (1949-1956) et de Stuttgart (1957-1959). En 1963, il est nommé professeur de science politique et de philosophie sociale à l'Université de Francfort où il reste jusqu'à sa retraite en 1987. Ses principaux intérêts de recherche sont la théorie politique et l'histoire des idées. Diverses postes  l'ont conduit à la New School for Social Research de New York (1968/1969), à Tel Aviv (1972), à l'Institut néerlandais d'études avancées de Wassenaar (1972/1973), à l'Institut d'études avancées de l' Université nationale australienne de Canberra (1976) et à l'Institut d'études européennes de l'Université de Harvard (1977).
Fetscher est membre du PEN-Zentrum Allemagne. À 90 ans, il décide que son domaine littéraire soit remis aux Archives littéraires allemandes de Marbach.
Fetscher est marié à Elisabeth Fetscher, née Götte (1929-2010). Ils ont quatre enfants ensemble, dont la journaliste Caroline Fetscher. La tombe d'Iring et d'Elisabeth Fetscher se trouve dans le cimetière principal de Francfort .

## Travail
Iring Fetscher trouve son sujet principal plus tard - Marx et le marxisme - à travers un article dans Les Temps Modernes, dans lequel l'historien français des idées Henri Arvon souligne une «lacune inexplicable dans la recherche de Marx», comme le rapporte Fetscher dans son premier rapport scientifique article «Indique: la clarification de la signification de Max Stirner pour le développement théorique de Karl Marx. Fetscher ne se consacre pas alors à combler cette lacune, mais devient l'un des principaux chercheurs occidentaux sur les enseignements de Marx et les doctrines qui en découlent. Parmi ses écrits les plus connus figurent Von Marx zur Sovietideologie (1957) et l'ouvrage en trois volumes Der Marxismus. Seine Geschichte in Dokumenten (1963-1968). En 1985, Fetscher et Herfried Münkler ont publié l'ouvrage standard en cinq volumes Pipers Handbuch der politischen Ideen. Dans son livre Überlebensbedingungen der Menschheit (1991), il reconstruit les positions écologiques dans la théorie marxiste et critique et aborde les fondements capitalistes de la destruction environnementale. D'autres points focaux de son travail scientifique sont des études sur Rousseau, Hegel et Hobbes.
Il atteint un niveau élevé de sensibilisation en République fédérale d'Allemagne grâce à une présence fréquente à la télévision, où il commente des sujets tels que la codétermination, le terrorisme de la RAF et « les limites de la croissance ». Fetscher se positionné «contre le conservatisme et contre le communisme». Il participe souvent aux pourparlers de Francfort sur le Römerberg.
Au milieu des années 1990, Fetscher commence à traiter publiquement plus intensément de son passé national-socialiste et publie en 1995 sous le titre Neugier und Furcht. Versuch, mein Leben zu verstehen.

## Engagement politique
Fetscher rejoint le SPD en 1946, conseille Willy Brandt quand cet homme politique d'État est à Berlin, travaille aux côtés d'Erhard Eppler en tant que membre de la Commission des valeurs fondamentales du SPD et conseille les chanceliers fédéraux Willy Brandt et Helmut Schmidt. En tant que membre de la commission créée par le gouvernement fédéral social-libéral pour rechercher les causes spirituelles du terrorisme, lui et le philosophe social Günter Rohrmoser (de) rendent visite à Horst Mahler emprisonné. Rohrmoser et Fetscher écrivirent plusieurs livres ensemble.

## Livre sur les contes de fées
À travers son «livre de confusion des contes de fées» Wer hat Dornröschen wachgeküßt? (1972), qui a un tirage de 250 000 exemplaires en 1990, Fetscher devient connu d'un public plus large.

## Honneurs
- Plaque Goethe de la ville de Francfort-sur-le-Main (1992)
- Chevalier de l'Ordre des Palmes Académiques (1993)
- Officier de l'Ordre du Mérite de la République fédérale d'Allemagne (1993)
- Ordre du mérite de Hesse, présenté le 11. Avril 2003
- Doctorat honoris causa de l'Université d'Osnabrück (2004) [13]
- Ordre du Mérite de Bade-Wurtemberg, présenté le 20. avril 2013

## Travaux
(janvier 2021).
- 1956: Von Marx zur Sowjetideologie. 1956. 22 Auflagen bis 1987, zuletzt unter dem Titel Von Marx zur Sowjetideologie. Darstellung, Kritik und Dokumentation des sowjetischen, jugoslawischen und chinesischen Marxismus. Diesterweg, Frankfurt 1987,  (ISBN 3-425-07363-X).
- 1960: Rousseaus politische Philosophie. Zur Geschichte des demokratischen Freiheitsbegriffs. Neuwied, Berlin: Luchterhand, 1960.
- 1963: Der Marxismus. Seine Geschichte in Dokumenten, 1963–1965, 3 Bde. DNB 451254309
- 1967: Karl Marx und der Marxismus. München: Piper, 1967.
- 1972: Wer hat Dornröschen wachgeküßt? Das Märchen-Verwirrbuch. Düsseldorf: Claassen, 1972. (dt. Gesamtauflage über 250.000 Ex.)  (ISBN 3-546-42723-8).
- 1976: Herrschaft und Emanzipation. Zur Philosophie des Bürgertums, München 1976
- 1980: Überlebensbedingungen der Menschheit. Zur Dialektik des Fortschritts. Piper 1980, Neuausgabe: 1985,  (ISBN 3-492-00504-7). Mit Nachwort 1990, Dietz, 1991.
- 1981: Bundesminister des Innern (Hrsg.): Analysen zum Terrorismus. Westdeutscher Verlag, Opladen 1981–1984, Band 1: Iring Fetscher, Günter Rohrmoser (und Mitarbeiter): Ideologien und Strategien. 1981.
- 1983: Arbeit und Spiel. Stuttgart: Reclam, 1983,  (ISBN 3-15-007979-9). (Darin die autobiografische Einleitung Reflexionen über meine geistige Entwicklung, S. 3–24)
- 1983: als Mitherausgeber: Neokonservative und Neue Rechte. Der Angriff gegen Sozialstaat und liberale Demokratie in den Vereinigten Staaten, Westeuropa und der Bundesrepublik, München 1983
- 1985: als Mitherausgeber: Pipers Handbuch der politischen Ideen. 5 Bände, München 1985ff.
- 1995: Neugier und Furcht. Versuch, mein Leben zu verstehen. Hamburg: Hoffmann und Campe, 1995,  (ISBN 3-455-11079-7).
- 1999: Neck mich beim Château Margaux. In: Frankfurter Allgemeine Zeitung. 26. November 1999, S. 41.
- 1999: Marx. Herder, Freiburg im Breisgau u. a. 1999,  (ISBN 978-3-451-04728-2)
- 2002: Zusammen mit Alfred Schmidt (Hrsg.): Emanzipation als Versöhnung. Zu Adornos Kritik der „Warentausch“-Gesellschaft und Perspektiven der Transformation. Frankfurt am Main: Verlag Neue Kritik, 2002.  (ISBN 3-8015-0356-9)
- 2005: Sammelleidenschaft und spielerische Neugier. Eine weltoffene Familie. In: Familie Marx privat, Akademie Verlag, Berlin 2005, S. XIII-LIII  (ISBN 3-05-004118-8).
- 2006: Karl Marx, Friedrich Engels: Studienausgabe. Überlegungen, die zur Zusammensetzung der Texte zur Studienausgabe in vier Bänden (1966) geführt haben. In: Beiträge zur Marx-Engels-Forschung. Neue Folge. Sonderband 5. Die Marx-Engels-Werkausgaben in der UdSSR und DDR (1945–1968). Hrsg. von Carl-Erich Vollgraf, Richard Sperl und Rolf Hecker. Argument Verlag, Hamburg 2006, S. 463–470  (ISBN 3-88619-691-7).
- 2007: Für eine bessere Gesellschaft. Studien zu Sozialismus und Sozialdemokratie. Hrsg. von Clemens K. Stepina u. a. Wien: Lehner, 2007,  (ISBN 3-901749-57-8).
- 2018: Marx. Eine Einführung. suhrkamp, Berlin 2018,  (ISBN 978-3-518-29855-8).